# Porção Dobrada 4
Porção Dobrada é o quarto albúm da dupla Vanilda Bordieri e Célia Bueno. Foi lançado em 24 de maio de 2012 pela gravadora Aliança, que foi continuação do álbum Porção Dobrada 3, lançado em 2010 pela mesma gravadora, mas com ritmos diferentes, pois incorpora ritmos sertanejos com o chamado pentecostal, um subgênero da música cristã brasileira. Suas letras falam muito sobre a decida de Pentecostes e o Espírito Santo.
Antes de lançar o álbum completo, a gravado lançava teaser em seu canal no Youtube. As primeiras foram as músicas "Tire Um Tempo Para Deus" e "Eu Sou Pentecostal". Mas, depois de tanta insistência no Twitter, decidiram lançar mais como "Glorifica", "Três Coroas".
Foi indicado ao Troféu Promessas em 2012 na categoria Melhor CD Pentecostal.

## Faixas
| N.º | Título                    | Duração |  |
| 1.  | "Tire Um Tempo Para Deus" | 3:40    |  |
| 2.  | "Eu Sou Pentecostal"      | 5:04    |  |
| 3.  | "Sopra Tua Glória"        | 4:05    |  |
| 4.  | "Clame Por Ele"           | 4:06    |  |
| 5.  | "Glorifica"               | 6:05    |  |
| 6.  | "Três Coroas"             | 3:55    |  |
| 7.  | "Porção Dobrada"          | 3:17    |  |
| 8.  | "Se A Igreja Orar"        | 3:34    |  |
| 9.  | "A Voz do Amigo"          | 4:29    |  |
| 10. | "Ana e Penina"            | 4:08    |  |
| 11. | "Voltei, Pois Te Amo"     | 3:58    |  |
| 12. | "Princesa"                | 3:07    |  |